# Xiphocentron evandrus
Xiphocentron evandrus är en nattsländeart som beskrevs av Schmid 1982. Xiphocentron evandrus ingår i släktet Xiphocentron och familjen Xiphocentronidae. Inga underarter finns listade i Catalogue of Life.